# Хеті V
Хеті V — імовірний давньоєгипетський фараон з X династії.